# Petter Berndalen
Petter Berndalen, Lars Petter Erik Nitzekel Berndalen, född 14 september 1975, är en svensk slagverkare. Han växte upp i Bollnäs i Hälsingland och bor nu i Stockholm.
Berndalen har masterexamen vid Kungliga Musikhögskolan och är medlem av This is How we Fly, Unni Boksasp Ensemble, ni:d, B.L.M., Göran Månsson Band. 
Tidigare medlem av Ranarim, Tandoori Hill, Hornplease.
Han vann 2008 Musikaliska Akademiens folkmusikpris.